# Kamares Akvædukt
Kamares Akvædukt, også kendt som Bekir Pasha Akvædukt, er en akvædukt nær Larnaca på Cypern. Den er bygget fra 1747 til 1750 uden for byen nær den gamle vej til Limassol. Tassos Mikropoulos har beskrevet den som den mest betydeligste vandforsyning bygget på Cypern.

## Historie
Akvædukten blev finansieret af Ebubekir Pasha (også kendt som Koca Bekir Pasha eller Abu Bakr Pasha), som var den osmanniske guvernør i Larnaca. Akvædukten var i drift indtil 1939 og består af 75 buer.
Bygningen af akvædukten påbegyndtes i 1747 og blev afsluttet i 1750 og kostede i alt 50.000 qirsh som blev betalt af Ebubekir Pasha. Udenlandske rejsende har ofte betegnet den som et af de vigtigste monumenter der blev bygget under den osmanniske periode på Cypern. I 1754 skrev Alexander Drummond at:
| Citat | Til ære for Bekir Paşa må jeg formidle et eksempel på den gamle herres samfundssind. Mens han var paşa i dette land, formede han i år 1747 den ædle plan at bringe vand fra floden ved Arpera og lejlighedsvis kilder på vejen omkring seks miles herfra for at forsyne befolkningen i Larnaca og skibsfarten. Et arbejde der er en stor og god mand værdig, som kan have kostet ham over halvtreds tusinde piastre eller seks tusinde pund. | Citat |
|       | |       |